# Manuel Torreiglesias
Manuel Antonio Torre Iglesias (Puentedeume, La Coruña, 16 de marzo de 1941-19 de mayo de 2025), más conocido como Manuel Torreiglesias, fue un presentador de radio y televisión español.

## Trayectoria
Se diplomó en Magisterio y posteriormente en Filosofía en la Universidad de Salamanca. Sin embargo, dedicó la mayor parte de su trayectoria profesional a los medios de comunicación audiovisuales, especialmente en espacios divulgativos sobre salud y calidad de vida. Siempre tenía respuesta para cada problema de salud, tal es así, que también fue un prolífico escritor, tocando temas como el dolor de riñones, cómo dejar de fumar y cómo combatir el estreñimiento.
Tras llegar a Madrid con la intención de dedicarse a la docencia, terminó sin embargo ingresando en Televisión Española en 1964, a propuesta de Eugenio Pena y como ayudante de realización en el concurso Cesta y puntos.
En 1976 dirige y presenta Escuela de salud, un programa en el que se trataban temas médicos y se daban consejos para mejorar la calidad de vida. El espacio, que era líder en el panel de aceptación por parte de la audiencia, se mantuvo en antena hasta 1977.
Paralelamente, en octubre de 1976 empezó a presentar en Radio Nacional de España Tiempo de vivir, un programa dedicado al medio ambiente emitido hasta 1982.
En los años ochenta realizaría sendos programas de debate, denuncia y crítica sobre temas de actualidad social, que gozaron igualmente del favor de la audiencia: Voces sin voz (1981-1982) y Usted, por ejemplo (1982-1984), ambos en TVE.
A principios de los años 1990 presentó el espacio Boa saúde en la Televisión de Galicia.
Desde 1997 dirigió y presentó junto a Luis Gutiérrez el programa Saber vivir durante doce años. En el plató se trataba cada día un tema y el programa transcurría con los consejos y opiniones de los doctores especializados en esa patología invitados al programa y las intervenciones por parte de los espectadores.
El 7 de mayo de 2009 presentó Saber vivir por última vez. RTVE rescindió su contrato "tras detectar que [...] se han incumplido algunas normas básicas de la cadena relativas a la inserción de espacios de publicidad en los programas".
El nuevo presentador del programa fue el doctor Luis Gutiérrez, colaborador de Saber vivir desde 1997.
En julio de 2009 fichó por la cadena Intereconomía para presentar un espacio de salud conocido como + Vivir (un programa similar a Saber vivir). El programa se emitió ininterrumpidamente hasta febrero de 2013, momento en que Torreiglesias rescindió el contrato con la cadena.
Falleció el 19 de mayo de 2025, a los 84 años de edad, por causa de una insuficiencia renal.

## Libros publicados
Entre otros, ha publicado los siguientes libros:
- Salud para fumadores (1999).
- Mayores con salud (1999).
- Comida sana (2000).
- Para ir como un reloj: Adiós al estreñimiento (2003).
- Gran guía de la salud (2004).
- Para salir de dudas (2005).
- Fibromialgia: Cuando el dolor se convierte en enfermedad (2005).
- Todo para la Diabetes: Tratamientos, Enfermedades Asociadas, Alimentación, 2007
- Adiós Tristezas: Guía para Que No Te Deprimas, 2004
- Para Ir Como un Reloj: Adiós Al Estreñimiento, 2003
- PARA SALIR DE DUDAS, 2006
- Comida Sana, 1998
- Puedo Adelgazar: 7 Kilos y 3 Tallas Menos en 3 Meses Sin Medicamentos, 2005
- Relajación Para Saber Vivir, 1999
- Me Duelen Los Huesos, Doctor: Guía para Prevenir y Aliviar la Artrosis, 2004
- Mayores con salud
- Aprende a Conocer Tu Piel, 2009
- Salud para fumadores, 1999
- FIBROMIALGIA. CUANDO EL DOLOR SE CONVIERTE EN ENFERMEDAD, 2006
- Cuerpo en Forma Para Saber Vivir, 1999
- LA COCINA DE SABER VIVIR, 2006
- Para Que No Te Enferme el Corazon: Todo Lo Que Debes Saber Para Cuidarlo, 2004
- Menopausia: guía para disfrutarla, 2009

## Premios
- Premio Micrófono de Oro - 2008, director y presentador de Saber vivir (La 1).
- Antena de Oro - 2011, director y presentador de + vivir (Intereconomía Televisión).[9]